# Baccalauréat professionnel - Services aux personnes et aux territoires
Pour un article plus général, voir Baccalauréat professionnel.
Le Baccalauréat professionnel Services aux personnes et animation dans les territoires, dit "BacPro SAPAT", est une formation délivrée par des établissements d'enseignement agricole français (lycées agricoles publics et privés, Maisons Familiales Rurales, CFPPA). Dans certains établissements, elle peut être suivie en alternance. 
Elle est orientée vers l'aide à la personne : petite enfance, jeunesse, personnes en perte d'autonomie, soins infirmiers et, en général, l'accompagnement des populations dans les territoires. 
Vingt semaines de stage sont incluses dans la formation et portent sur tous les publics. Cette formation permet d'être employé.e à domicile, agent de service hospitalier, et de passer les épreuves écrites d'admissibilité des concours de niveau IV. Après un Bac pro SAPAT, la poursuite d'études est envisageable, tout comme la préparation aux concours. Avec un bon niveau scolaire, un BTS et un cursus universitaire sont possibles.

## Historique
La filière Services de l’Enseignement Agricole a pour origine l'existence des besoins dans le domaine du soin, de la santé, et de la gestion des territoires. Cet enseignement est d'abord prodigué auprès des jeunes filles en milieu rural, par le biais de l’enseignement des sciences domestiques, puis celui de l’économie familiale. Ces formations existaient depuis 1911 sous la forme de services « ambulants » ou « volants » dans certains départements réservés aux jeunes filles, répondant ainsi aux représentations genrées des activités à l’époque car la sphère domestique, l'élevage laitier et la basse-cour, était un domaine d'activité dédié aux femmes. Comme l’écrit Jérôme Pelletier, historien spécialiste de l’engagement syndical des agricultrices, «la formation [de celles] qui s’orientent vers le « métier » d’agricultrice [est alors envisagée] uniquement sous l’angle ménager». En réalité, aucune formation n’a véritablement succédé à l’École Ménagère, celle-ci ayant disparu au profit d’une professionnalisation et d’une « mixisation » des métiers exercés dans le monde rural. 
L’évolution des cartes de formation s’est faite en parallèle d’une « révolution silencieuse », d’une transformation progressive des mentalités permettant d’entrevoir « la fermière moins [comme] avisée qu’associée de son mari, moins complémentaire que collaboratrice » avant qu’elle n’apparaisse comme exploitante à part entière. La vocation de ces écoles était d’endiguer l’exode rural « par l’entremise [des] épouses » pour maintenir les hommes près de leurs terres. En réalité, la montée en compétences des femmes semble plutôt avoir encouragé le phénomène inverse . 
Dans les années 1960/1970, les collèges agricoles deviennent mixtes et la création du « Brevet d’Apprentissage Agricole » (BAA) en 1964, accessible tant aux garçons qu’aux filles, engendre une meilleure reconnaissance de l’activité professionnelle des jeunes rurales, l’option « économie domestique » leur restant néanmoins réservée avec un coefficient très fort de 13/34 points. En 1969 s’ouvrent les « Brevets d’Enseignement Professionnel Agricole » (BEPA) Horticulture et Économie Familiale Rurale qui prennent le relais des BAA. En 1973, l’option « Auxiliaire sociale » est ajoutée au BEPA EFR. 
Ici prend vraiment son origine la filière Services à la personne que l’on connait aujourd’hui et dont le développement, en cette période de crise économique importante des années 1970, coïncide avec le vieillissement de la population et l’apparition d’un chômage dépassant les 5% de la population.

## Description générale
Le Baccalauréat SAPAT se déroule sur 2 ou 3 années, de la Seconde ou de la Première (avait avoir fait une Seconde Générale ou Technologique) à la Terminale. On peut aussi intégrer ce cursus après un CAP.  Le diplôme permet l'entrée directe dans la vie professionnelle ou une poursuite d'études. Les enseignements qu'il contient se divisent en :
- Modules d'enseignement général : français, histoire-géographie, mathématiques, informatique, biologie, chimie, éducation socio-culturelle, anglais, EPS, enseignements à l’initiative de l’établissement.
- Modules enseignement technique et professionnel : travaux pratiques, cuisine, santé, animation, éducation sociale et familiale, communication, module d’adaptation professionnelle.

Parmi les projets projets d'action professionnelle menés par les élèves, on peut citer, au Lycée de Roanne Chervé à Roanne, des activités pédagogiques à destination d'écoles maternelles, l'organisation d'une conférence sur de nouvelles pratiques de soin pour les personnes atteintes de la maladie d'Alzheimer, un journal électronique à destination des élèves et personnels du lycée, un travail de création sur le droit des femmes, des outils de communication à destination de différents publics...

## Les secteurs d'activité
Différents secteurs d'activité sont accessibles avec ce bac : 
- Services d'aide à domicile (ADMR et autres associations dédiées)
- Les lieux de soin, hôpitaux, cliniques...
- Le milieu des EHPAD (aide soignant et infirmier(ière))
- Les lieux d'apprentissage, écoles (ATSEM, AVS...)
- Les crèches et micro-crèches
- Les lieux d'animation ou même encore dans les Pompes funèbres.

## Poursuite d'études
Le bac pro SAPAT a pour premier objectif l'insertion professionnelle mais, avec un très bon dossier, une poursuite d'études est envisageable. Le bachelier peut également tenter les concours d'accès à certaines formations sociales et paramédicales. Il bénéficie de dispenses de formation et d'une procédure de sélection particulière pour préparer le diplôme d'aide soignant.e. 
Exemples de formations possibles : Diplôme d’État d'aide-soignant.e, Diplôme d’État d'auxiliaire de puériculture, Diplôme d’État de moniteur éducateur, BTS Économie sociale familiale, BTS Tourisme, BTSA Développement, animation des territoires ruraux, Diplôme d’État d'infirmier...) .
Une étude nationale réalisée en 2018, relève qu’« après le bac SAPAT :
- plus d'un élève sur deux poursuit des études, principalement (80%) dans le secteur sanitaire et social et dans des formations ou des préparations à des concours souvent de niveau V.
- le taux de reprise d'études après un premier emploi est plus important que dans les autres secteurs.
- le taux d'emploi des bacheliers est supérieur de 7 points à celui des autres bacs et atteint près de 70 % 7 mois après la sortie de formation alors qu'il est de 50 % à l’Éducation nationale pour le même secteur. Toutefois ces emplois sont plus précaires (+ de CDD ou contrats aidés), plus souvent à temps incomplet et exercés dans des conditions pénibles […] (aides à des personnes isolées, déplacements et trajets, complexité des relations […]).
- la plupart des emplois occupés sont dans des structures d'accompagnement et de soins (maisons de retraite, EHPAD, hôpitaux : 35-40%), l'aide à domicile (20-25 %) et le commerce (10-15%).
- les emplois relatifs aux services aux territoires sont difficilement identifiables.

Si la polyvalence de ce bac est un atout en termes d’ouverture sur plusieurs champs professionnels, elle constitue également une faiblesse du fait du manque de lisibilité de ce diplôme […] dans le champ très concurrentiel des certifications du domaine sanitaire et social où les diplômes d’État spécialisés font référence».

## Les stages
Différentes périodes de formation en milieu professionnel sont comprises dans le Bac Pro SAPAT. Les apprenants peuvent intervenir auprès des publics suivants :
ENFANTS : École maternelle, crèche, halte-garderie, multi-accueil, RAM, MAM.
PERSONNES ÂGÉES ET/OU DÉPENDANTES : EHPAD, Services de gériatrie, UPAD, Résidences Séniors, Aide à Domicile.
PERSONNES EN SITUATION DE HANDICAP : ESAT, foyers occupationnels, MAS (Maisons d'accueil spécialisées).
et dans les domaines d'activités ci-dessous :
ANIMATION : centres aérés, classes de découverte, centres de vacances...
TOURISME : Ferme auberge, accueil à la ferme, office de tourisme, vente directe, fermes pédagogiques, centres de vacances,..
ACCUEIL : mairies, secrétariats, centres sociaux, petites entreprises, cabinets médicaux...
ACTION TERRITORIALE : mairies, communauté de communes, centres sociaux, petits commerces, associations, pharmacies...

## Les lieux de formation
390 établissements proposent cette formation en France. Leur liste est accessible sur le site Internet de l'ONISEP (voir référence ci-dessous).
Parmi ces établissements, il y a des Lycées agricoles publics, privés, ainsi que des Maisons Familiales Rurales.